# John Moyes Lessells
John Moyes Lessells (Dunfermline, Escócia, 5 de fevereiro de 1888 — Boston, 17 de maio de 1961) foi um engenheiro mecânico escocês naturalizado estadunidense.
Obteve uma graduação em engenharia em 1915 na Universidade de Glasgow. Em seguida foi inspetor de materiais aeronáuticos do British War Office na Primeira Guerra Mundial. Foi com sua mulher para os Estados Unidos em 1920, obtendo a cidadania estadunidense em 1930. Trabalhou na Westinghouse Electric and Manufacturing Company, onde conheceu Stephen Timoshenko, que começou a trabalhar na Divisão de Mecânica do Westinghouse Research Laboratory em 1922.
Em 1925 foi publicado o livro "Applied Mechanics", de autoria de Timoshenko e Lessels.
Lessels foi professor associado de engenharia mecânica do Instituto de Tecnologia de Massachusetts, de 1936 a 1953.
Em 1954 publicou "Strength and Resistance of Metals".